# El botón de nácar
El botón de nácar es un documental dirigido, escrito y narrado por Patricio Guzmán y producido por Renate Sachse, estrenado el 15 de octubre de 2015. El documental ganó el premio del Jurado Ecuménico y el premio Oso de Plata al Mejor Guion en el Festival Internacional de Cine de Berlín de 2015. Obtuvo también el Premio Platino a la Mejor Película Documental en el año 2016.

## Trama
El océano contiene la historia de la humanidad. El mar guarda todas las voces de la tierra y las que vienen desde el espacio. El agua recibe el impulso de las estrellas y las transmite a las criaturas vivientes. El agua, el límite más largo de Chile, también guarda el secreto de dos misteriosos botones que se encuentran en el fondo del océano. Chile, con sus 2670 millas de costa y el archipiélago más largo del mundo, presenta un paisaje sobrenatural. En ella están los volcanes, montañas y glaciares. En ella están las voces de los indígenas patagones, los primeros marineros ingleses y también los prisioneros políticos. Se dice que el agua tiene memoria. Este film muestra que también tiene una voz.

## Título
El título fue inspirado en Jemmy Button, un originario yagán que aceptó viajar a Inglaterra a cambio de un botón de nácar. Esto se consideró como hecho simbólico del comienzo de un proceso de pérdida de identidad de los pueblos originarios, ya que tras pasar un año en el país anglosajón, al volver nunca fue el mismo. El segundo hecho simbólico es por un botón de camisa descubierto durante una investigación en 2004 por el juez chileno Juan Guzmán. El botón estaba incrustado en rieles recuperados del mar, que se utilizó para mantener bajo el agua los cuerpos de los detenidos y asesinados arrojados al mar durante la dictadura de Pinochet.

## Recepción
En su mayoría, El botón de nácar ha tenido calificaciones positivas por parte de la prensa y críticos especializados.
| País              | Medio / Autor(a)                | Crítica | Tendencia        |
| ----------------- | ------------------------------- | --- | ---------------- |
| Bandera de España | El Mundo Luis Martínez          | «Perfecta en su transparencia; cegadora en su dolor. Y siempre clarividente.» | Crítica positiva |
| Bandera de España | Fotogramas Sergi Sánchez        | «El registro poético que utiliza Guzmán, más las hipnóticas imágenes es Malick puro. Pero Guzmán tiene un objetivo político (...) No todo funciona (...) Se agradece, sin embargo, su visión singular del mundo»                                                      | Crítica positiva |
| Bandera de España | ABC Federico Marín Bellón       | «Profundidad y belleza. (...) el espectador que quiera quedarse con la asombrosa geografía chilena encontrará motivos para ver recompensado el precio de la entrada. Quien quiera seguir el rastro a sus metáforas disfrutará aún más con su sabia visión del mundo.» | Crítica positiva |
| Bandera de España | El País Jordi Costa             | «Trabajo lúcido y magistral» | Crítica positiva |
| Bandera de España | El Mundo Francisco Marinero     | «La película resulta muy interesante al mostrar paisajes y hechos históricos poco conocidos o simplemente ignorados u ocultados por una voluntad política que explica el enigmático título.»                                                                          | Crítica positiva |
| Bandera de España | Diario El Periódico Nando Salvá | «Es una pena que eche mano de una metáfora acuática francamente pillada por los pelos, y de las divagaciones sobre el cosmos y los quásares que suministra la soporífera narración de Guzmán.»                                                                        | Crítica positiva |
| Bandera de España | Cine Premiere Carlos Bonfil     | «Una nueva exploración del pasado político de su país en la única forma que parece hoy aceptable para el gobierno chileno y buena parte de su pueblo: a través de la alegoría y la alusión metafórica.»                                                               | Crítica positiva |